# 筧橋老街駅
筧橋老街駅（けんきょうろうがいえき）は、中華人民共和国浙江省杭州市上城区丁蘭路に位置する杭州地下鉄4号線の駅である。

## 歴史
- 2022年2月21日：開業[1]。

## 駅構造
島式ホーム1面2線を有する地下駅。

### のりば
案内上ののりば番号は設定されていない。
| 路線    | 方向 | 行先               |
| ------- | ---- | ------------------ |
| ■ 4号線 | 下り | 火車東站・浦沿方面 |
| ■ 4号線 | 上り | 池華街方面         |

（出典：杭州地下鉄：站内空间示意图）

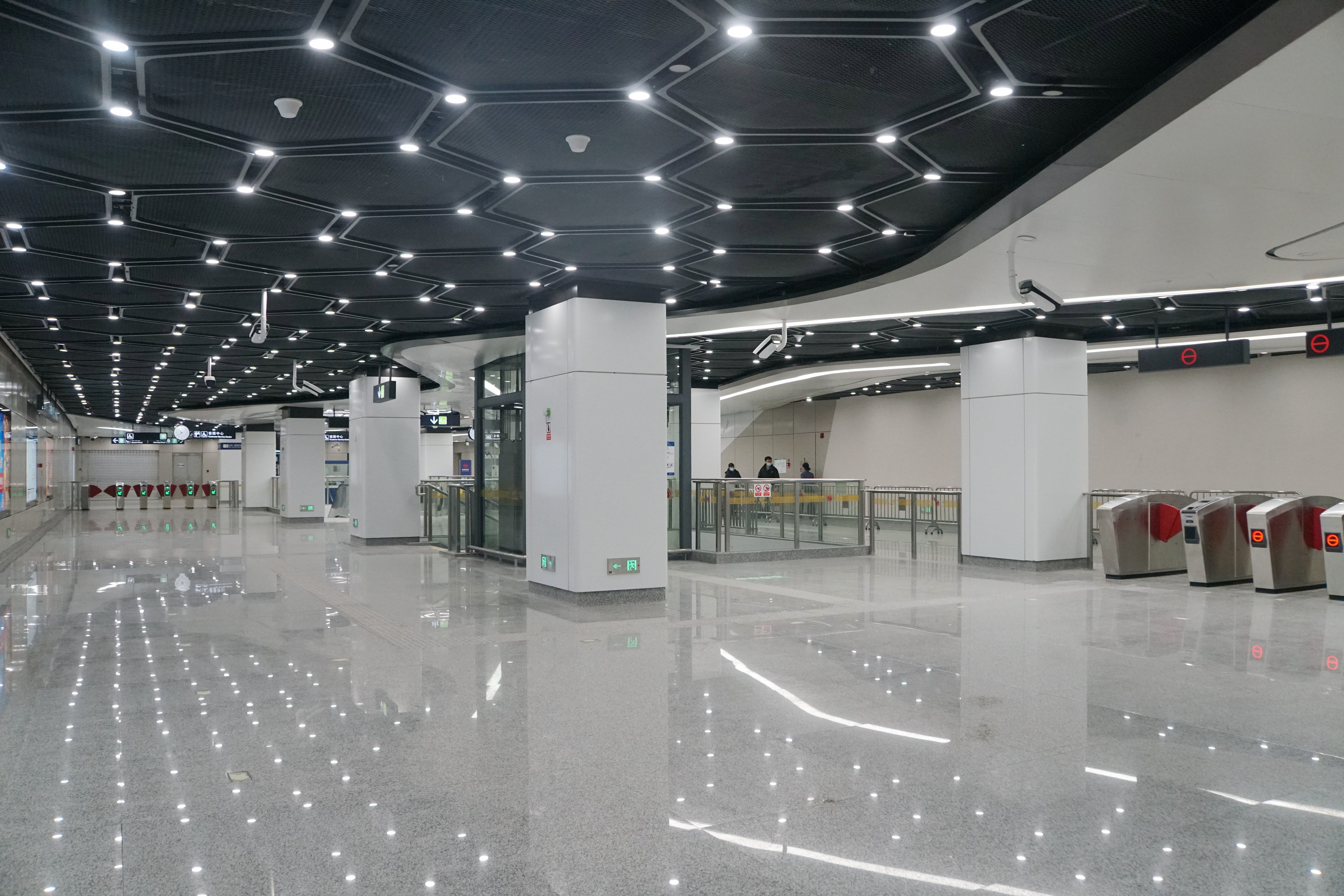
コンコース
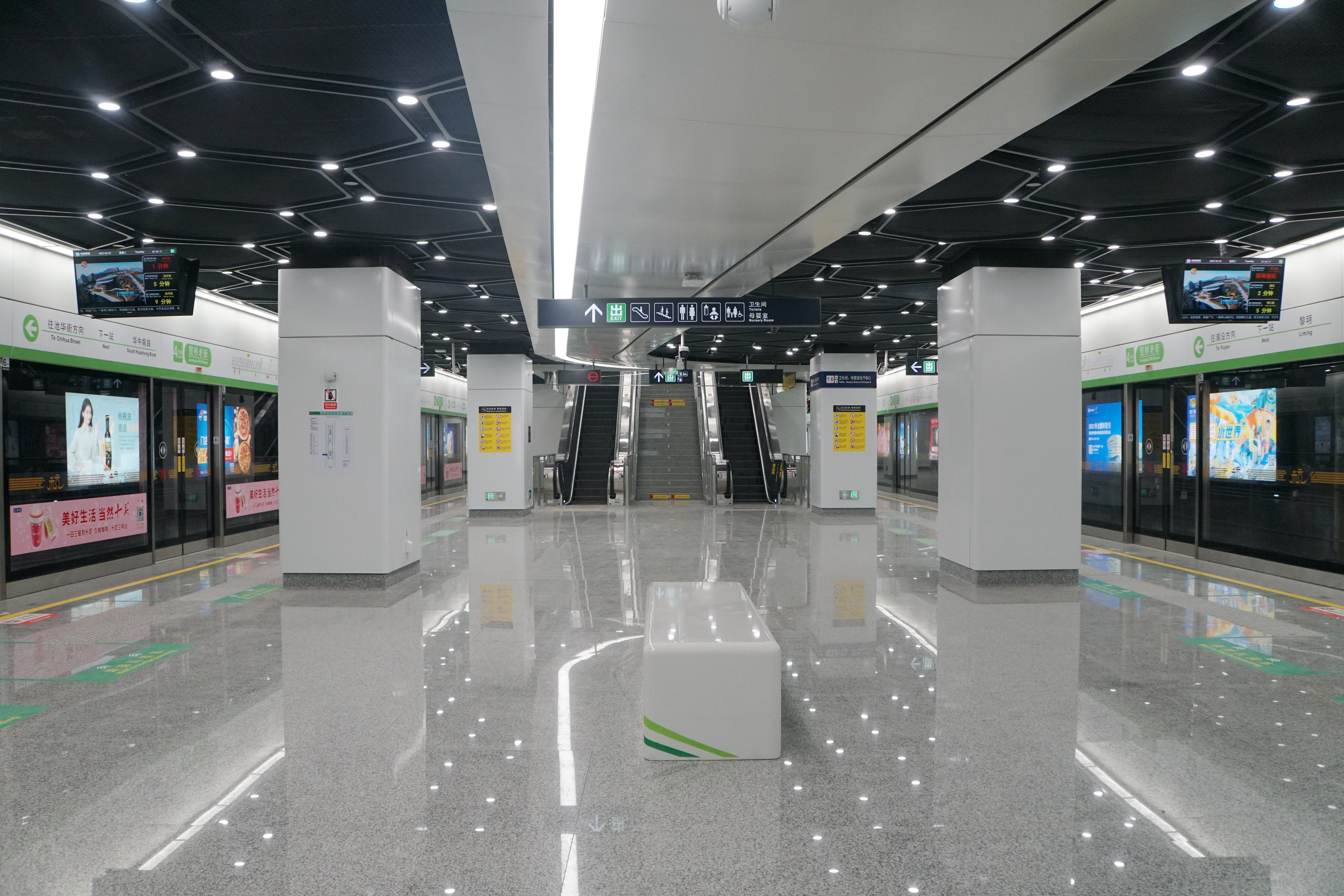
ホーム
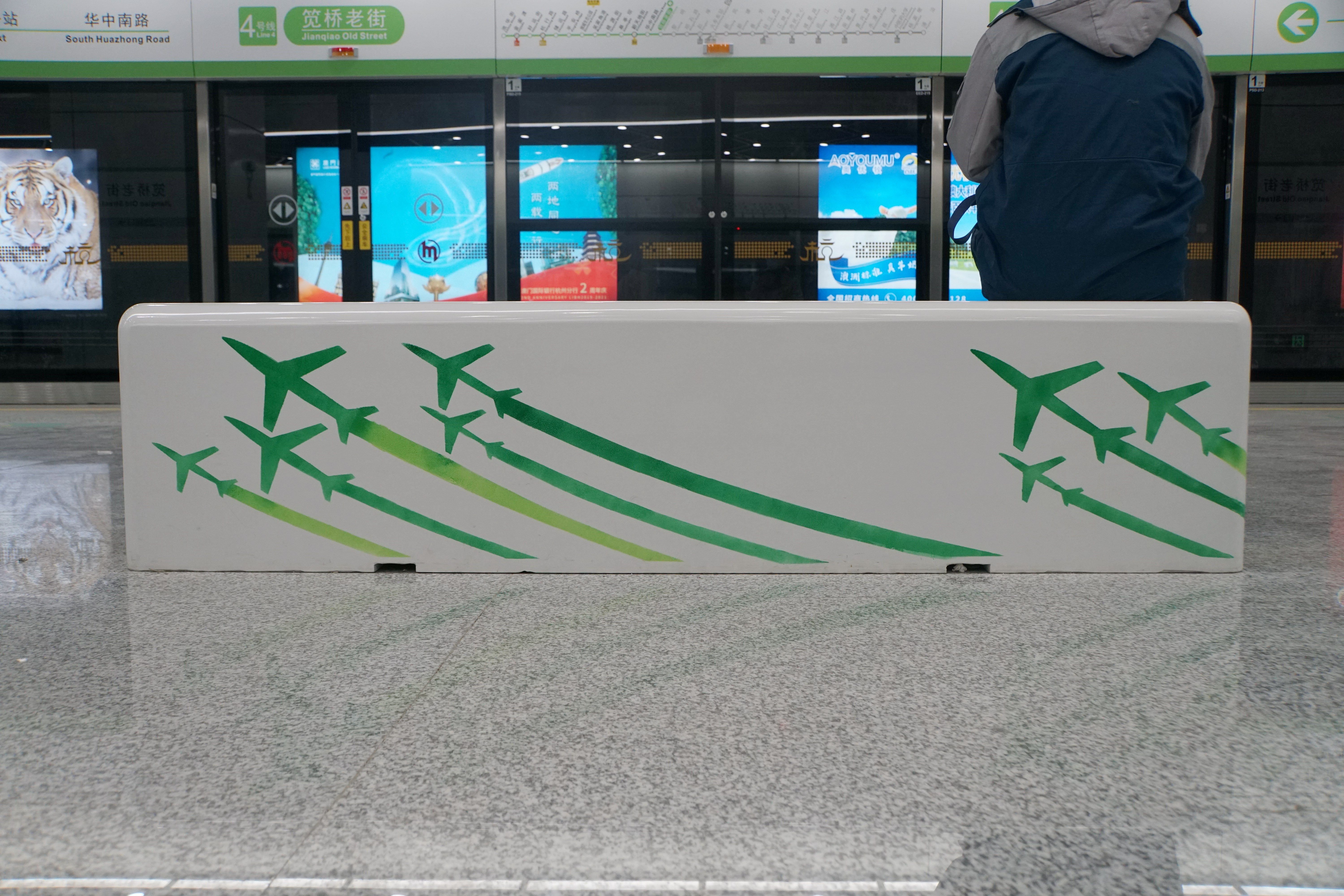
ホームのベンチに施された飛行機のモチーフ

## 駅周辺
- 横塘村
- 杭州筧橋空港（中国語版）

## 隣の駅
杭州地下鉄
■ 4号線
黎明駅 - 筧橋老街駅 - 華中南路駅